# Carl Schäfer
Carl Wilhelm Ernst Schäfer (né le 18 janvier 1844 à Cassel et mort le 5 mai 1908 à Carlsfeld, arrondissement de Bitterfeld (de)) est un architecte et professeur d'université prussien.

## Biographie

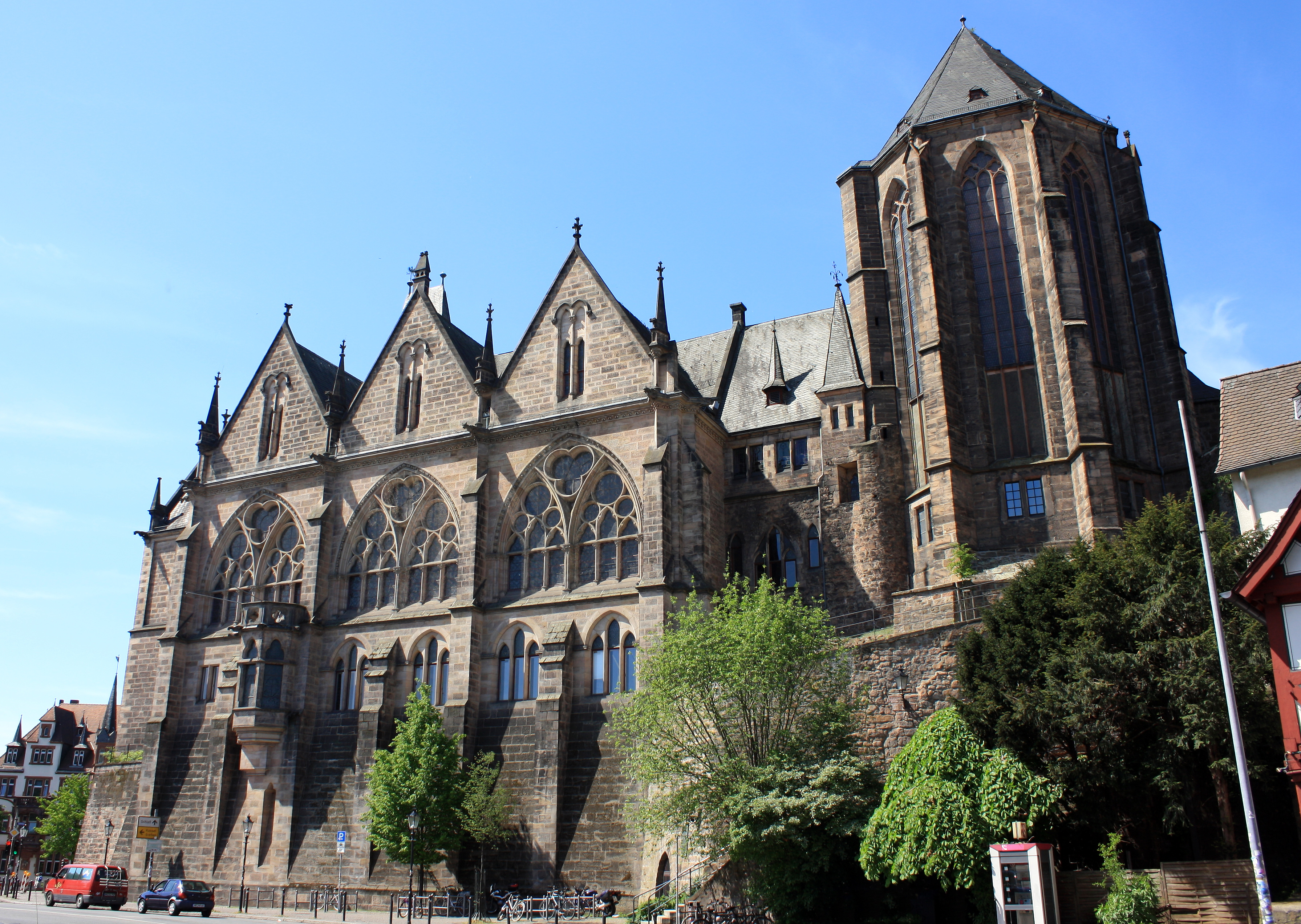
« Vieille université » à Marbourg

Schäfer étudie l'ingénierie de 1858 à 1860, puis étudie l'architecture auprès de Georg Gottlob Ungewitter (de) à l'École supérieure des métiers de Cassel jusqu'en 1862. De 1864 à 1866, il travaille pour la Direction de la construction de la cathédrale de Paderborn. Il est maître d'œuvre pour la rénovation de la cathédrale et donna des cours aux artisans du bâtiment. De 1868 à 1870, il succéda à son professeur Ungewitter. De 1871 à 1878, il est architecte universitaire et en même temps architecte de la ville de Marbourg. De 1878 à 1885, il travaille au ministère prussien du Commerce, de l'Industrie et des Travaux publics à Berlin. En 1878, il termine son habilitation et est professeur privé à l'Académie d'architecture de Berlin, qui devient en 1879 l' Université technique de Charlottenbourg. En 1884, il est nommé professeur et depuis 1885, il enseigne l'architecture médiévale, succédant à Johannes Otzen. De 1894 à 1907, il enseigne à l'Université technique de Karlsruhe,.

## Orientation
Schäfer devient le représentant le plus important du style néogothique tardif en royaume de Prusse. Il considère le gothique comme le style architectural dont les éléments découlent le plus probablement de principes constructifs. Pour lui, la base de son travail est la construction, les matériaux et la fabrication. Le style gothique ne doit pas être imité, mais plutôt utilisé et varié comme principe constructif général. Schäfer rencontre une féroce hostilité pour son attitude de la part d'importants historiens de l'art de son temps (Cornelius Gurlitt, Georg Dehio), pour qui la conservation est plus importante que la restauration, ce qui l'épuise à long terme.
Avec l'intégration des traditions de construction locales et la préférence pour les bâtiments à colombages et les constructions mixtes, il est l'un des précurseurs du style Heimat après 1900.
Il propage l'enseignement pratique dans les cabanes et les ateliers de construction. Il plaide pour une éducation artisanale et populaire afin de rapprocher l'art et l'artisanat.

## Bâtiments

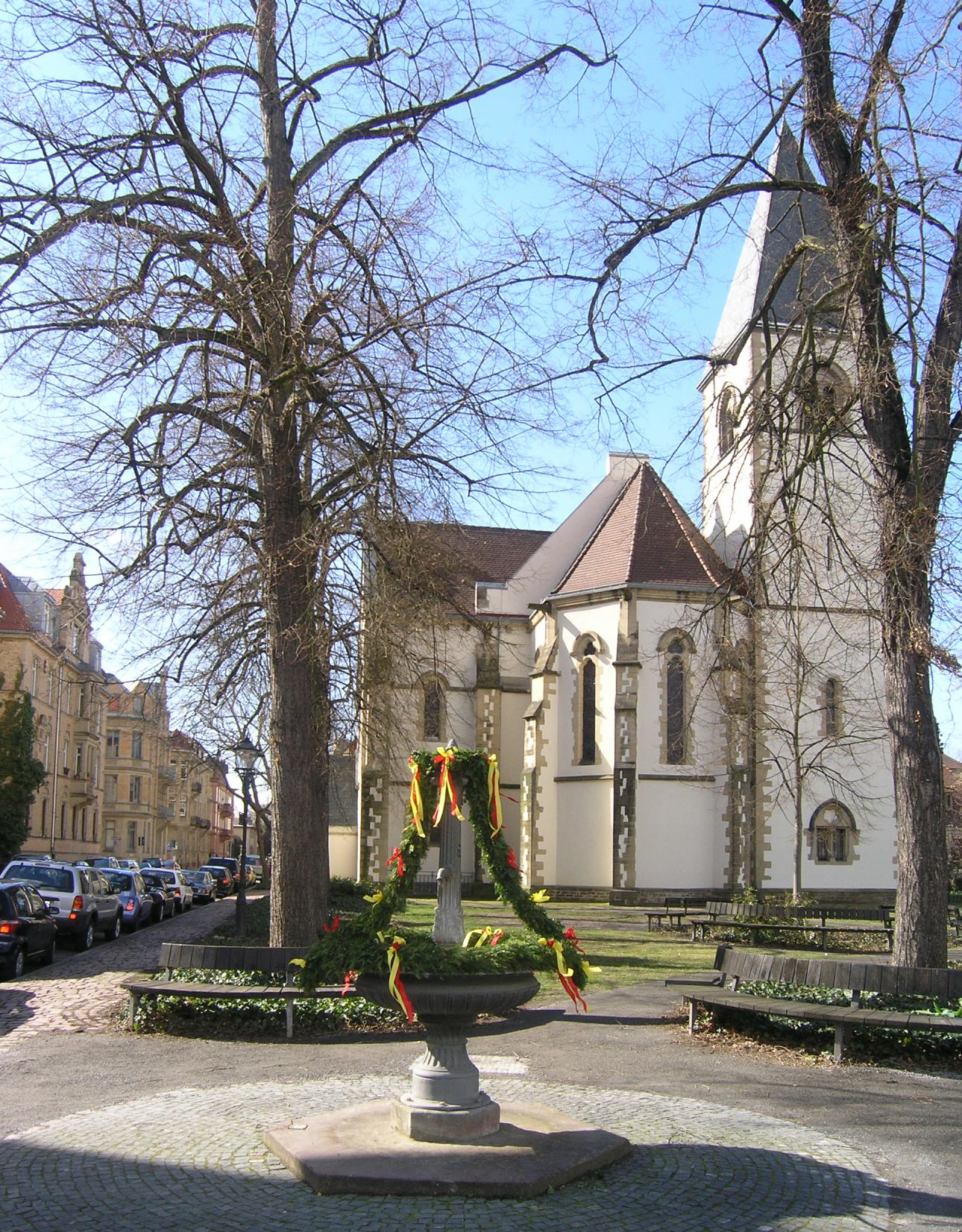
Église vieille-catholique de la Résurrection du Christ à Karlsruhe

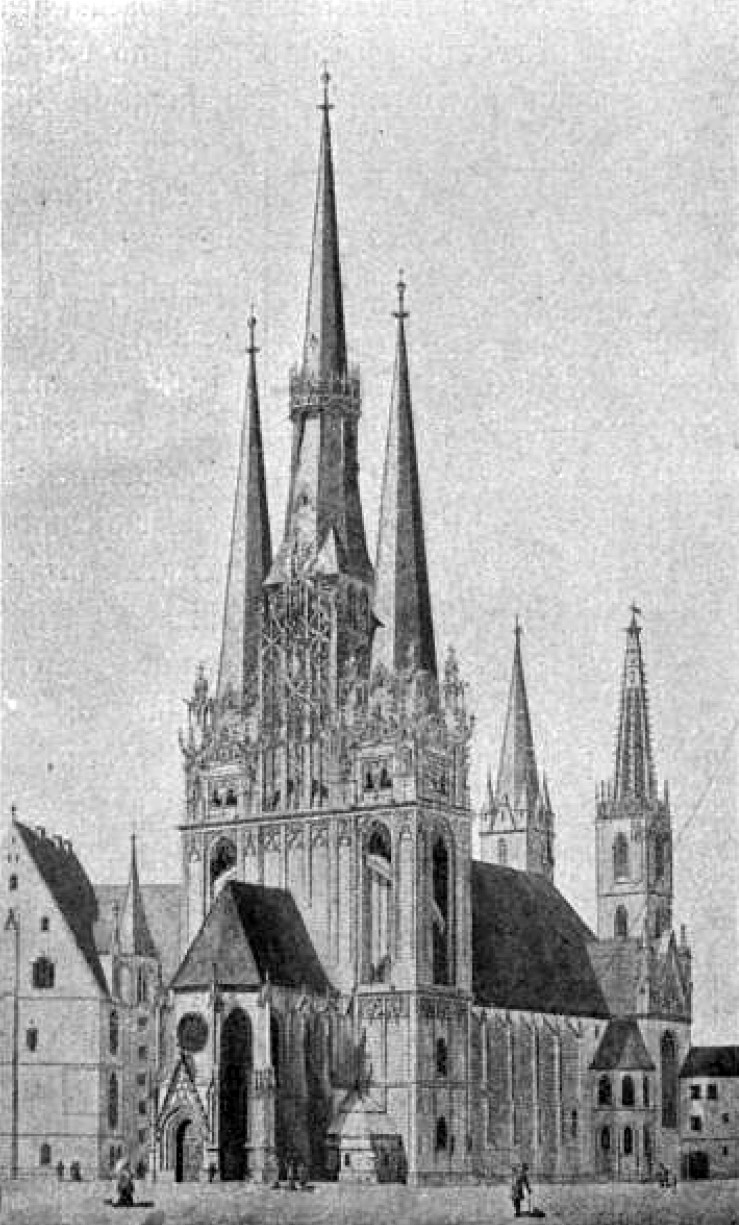
Projet de Rudolf Linnemann pour les tours de la cathédrale de Meissen

Schäfer réalise un certain nombre de bâtiments religieux : transformation de la prévôté catholique Sainte-Gertrude de Brabant à Wattenscheid 1869-1872, église Saint-Nicolas de Lippstadt (de) 1873-1875, église protestante de Bralitz 1889-1890, église Saint-Jean-Baptiste de Birkungen (de) 1885-1893, église vieille-catholique de Karlsruhe 1895-1897.
Son travail est axé sur les bâtiments laïques. Bâtiments résidentiels et commerciaux (Palais Equitable à Berlin 1887-1889), villas, domaines, presbytères (Maison de la Cathédrale à Mersebourg 1886), mess des officiers, restaurants, écoles (lycée de la cathédrale de Magdebourg 1879-1881), Institut botanique et pharmacologique (1873-1875) et le bâtiment de l'auditorium (1874-1879) de l'université de Marbourg ainsi que le nouveau bâtiment de la bibliothèque universitaire de Fribourg-en-Brisgau (de) (1895-1903).
En tant que conservateur de monuments, il dirige la reconstruction du bâtiment Frédéric du château de Heidelberg (1890-1900), de la collégiale romane Saint-Gangolf (de) à Münchenlohra près de Nordhausen (1882-1885) et de l'église Saint-Pierre-le-Jeune à Strasbourg (1897-1901),,. Il ajoute à la cathédrale de Meissen (construite entre 1903 et 1908) un complexe de deux tours de style néo-gothique, mais pour des raisons de santé, il doit confier le travail pratique à ses étudiants et assistants de Karlsruhe, Albert Steinmetz et Joseph Schäffler. Dès 1871, il fait construire une fontaine sur la propriété (de) de son avocat Carl Grimm à Marbourg.

## Élèves
Alors que Carl Schäfer marque la fin de l'ère néo-gothique en tant qu'architecte, en tant que professeur d'université, il est définitivement tourné vers l'avenir : Max Berg, Hermann Muthesius, Friedrich Ostendorf (de), Hans Poelzig, Paul Schmitthenner, Fritz Schumacher et Franz Schneider (de) sont devenus des architectes connus de son école,. Il influence également plusieurs autres architectes tels qu'Otto Wagner, Henry van de Velde, Bruno Möhring, Hugo Hartung (de) et Lebrecht Völki (de).

## Publications
- Die Glasmalerei des Mittelalters und der Renaissance, Berlin 1881.
- Holzarchitektur vom 14.–18. Jahrhundert, 2 Bde. Berlin 1883–1889.